# بولص، حماة
بولص (به عربی: بولص) یک روستا در سوریه است که در ناحیه حربنفسه واقع شده‌است. بولص ۶۸۱ نفر جمعیت دارد.